# Radio Flash Orizzonte
Radio Flash è stata un'emittente radiofonica indipendente di Torino attiva dal settembre 1976 al giugno 2019.

## Storia
La prima registrazione in Tribunale come testata giornalistica è del 26 novembre 1976.
Venne fondata da Francesco Carboncini e da Giorgio Visciglia, che costruì il trasmettitore FM ma poi abbandonò per divergenze politiche.
Prima sede di fondazione e costituzione della squadra che fece nascere Radio Flash fu un appartamento in via San Tommaso 10. Prima sede di trasmissione e studio in via Vanchiglia 14 e successiva sede nei sotterranei di Palazzo Carignano ospiti dell'Unione Culturale.
Ha iniziato le trasmissioni su 97.700 MHz, successivamente si era riposizionata sui 97.6 MHz in FM. In seguito gli studi si spostarono in Via Viotti 2, dove rimasero fino al dicembre del 2000.
Gli studi erano poi in Via Bossoli 83, nel quartiere Lingotto, all'interno della sede dell'associazione culturale Hiroshima Mon Amour. La programmazione si caratterizzava per la qualità e la quantità dell'informazione internazionale, nazionale e locale. Dal 1996 al 2019 faceva parte di Popolare Network con cui condivideva alcune porzioni di palinsesto e tutti i Giornali Radio.
Dall'ottobre del 2012 in poi la direzione dell'emittente è stata assunta da Dario Castelletti e Gianluca Gobbi.
Dal 1º luglio 2019 non risulta essere più in onda, al suo posto sui 97.6 torinesi è subentrata Radio Italia Uno.

## Trasmissioni storiche
- Flash It!
- Puzzle
- Notte Flash
- Coltivar Zizzania
- Flash Up
- Flash On, poi Flash News 24, poi Loro in bocca
- Fuori Onda
- Flash Beat
- Flash international
- Flash Out
- Flash Town
- Junky Beat
- Radio Kabul International
- Matrioska
- Roba Forte
- Musica Robusta
- Rewind
- Sunday Music Club
- Radio Africa
- Catfish Blues
- Underground Garage
- Nel Segno del Graal
- 97,7 Del Mattino
- The Tinseltown Tracks

## Conduttori dell'emittente (speaker, redattori, rubrichisti)
- Alessandro Ajres
- John Amantchi
- Marco Aruga
- Alessio Bertallot
- Giancarlo Bertelle
- Matteo Cantamessa
- Dario Castelletti (direttore)
- Paolo Dalla Zonca
- Edoardo Fassio aka Catfish
- Dario Lambarelli
- Oscar Giammarinaro
- Gianluca Gobbi (caporedattore e condirettore)
- Raffaella Scalisi
- Davide Borsa
- Anna Boario
- Savino Lo Bue
- Marco Lombardi
- Dario Lombardo
- Emmanuele Macaluso
- Mao
- Vito Miccolis alias Dottor Lo Sapio
- Rosalba Nattero
- Marco Masciaga
- Salvatore Patanè
- Loredana Pianta
- Lele Roma
- Dani Trebbi
- Giorgio Valletta
- Giovanni (Gianni Valle)
- Gianni "Alimenti" Lazzaro
- Francesco Carboncini (fondatore)
- Franco Zaccagni
- Daniele Abbattista
- Salvatore Romagnolo
- Paolo Griseri
- Mauro Bazzani
- Dario Celli
- Linda Di Franco
- Alberto Campo
- Renato Striglia
- Gigi Restagno
- Mixo
- Gianpaolo Utveggio
- Ivo De Palma
- Maurizio Enrico
- Guido Andruetto (Guidino)
- Massimo Auci
- Alessandro Barbiero
- Fabio Battistetti
- Federico Bianco
- Simone Bobbio
- Andrea Bonino
- Valentina Borsella
- Giovanni (Gianni) Valle
- Gianni "Alimenti" Lazzaro
- Giusi Brunetti
- Vittorio Castellani aka Chef Kumalé
- Pier Chiadò
- Eddy Cilìa
- Davide Coccolo
- Steve Della Casa
- Roberto Donadio aka Givingod
- Giuliano Ferrara
- Paolone Ferrari
- Davide Ferrario
- Massimo Fogliato
- Fabrizio Gargarone aka Steve Morino
- Enrico Gentina
- Massimo Gibelli
- Loredana Gungui
- Gianni "Rancid X" Greco
- Fabio Giudice aka Freddy Giuliani Capitan Freedom
- Maria Helena Granada Castaño
- The Groovers
- Luca Indemini
- Lara Ladu aka Miss Lara
- Paolo Lauri
- Mauro Gori
- Rossano Lo Mele
- Riccardo Magagna
- Irene Mariatti aka JJ Giuliani
- Alessandro Meluzzi
- Massimo Milano
- Stefano Milano
- Elisa Moretti
- Chiara Pacilli
- Marina Paganotto
- Sergio Ricciardone
- Johnson Righeira
- Paolino Rossi
- Giovanni Ruotolo
- Mauro Parissone
- Massimo Scabbia
- Maura Sesia
- Luca Signorelli
- Max Siviero
- Enrico Sola
- Paolo Tangari
- Monica Vadi
- Roberto Vaio
- Fabrizio Vespa
- Pierpaolo Vettori
- Vinni&Teo
- Ennio Bruno